# Rupnikova linija
Rupnikova linija ili crta je sistem utvrđenja ili linija obrane koju je započela raditi Kraljevina Jugoslavija 1925. godine.Radila se kao odgovor na Vallo Alpino(talijanski sistem utvrđenja).Linija nikad nije služila svojoj svrsi jer je napuštena prije napada Italije u Travanjskom ratu.Dobila je ime po tadašnjem Jugoslavenskom generalu Leonu Rupniku, slovenskog podrijetla.

### opčeniti opis utvrda
Rupnikovi objekti bili su mnogo jednostavniji od ostalih linija npr.Vallo Alpino,Maginotova linija,Siegferova linija.Bunkeri su bili površinski pa je ulaz bio odmah pored samog bunkera.Rupnikov objekt sastojao se od jedne manje prostorije(Kamenjak,Hrvatska)ili od dvije ili tri manje prostorije(Iliska Bistrica,Slovenija).
Bunker s jednom prostorijom nije bio namijenjen za duži boravak pa su postojale i velike barake gdje su vojnici spavali i hranili se.Do bunkera vodili su kolni putevi.Bunkeri s dvijema prostorijama namijenjeni su za duži boravak i oni se samo nalaze u Sloveniji.
Rupnikovci su također i koristili prirodne udubine gdje su radili rovove.Radili su i mnogo grudobrana i mitraljetskih gnijezda.
Rupnikovi objekti komunicirali su jednostavnim svjetlosnim lampama koje su stavljali u vodoravne rupe u bunkerima i te su rupe točno gledale u drugi objekt.
Kamuflirali su se crnom bojom koja je bila prolivena-bitumen,te su gradili suhozide oko bunkera.

## Vanjske poveznice
- (slo.) Monografija o Rupnikovi liniji  Arhivirana inačica izvorne stranice od 31. listopada 2013. (Wayback Machine)
- Rupnikova linija, zapis na regijski SiteO
- Rupnikova linija v občini Žiri[neaktivna poveznica]
- (slo.) Park vojaške zgodovine Pivka  Arhivirana inačica izvorne stranice od 22. prosinca 2007. (Wayback Machine)
- (češ.) Češka stran o Rupnikovi liniji
- (slo.) Spletna stran o Rupnikovi liniji na Koroškem  Arhivirana inačica izvorne stranice od 6. studenoga 2011. (Wayback Machine)
- (slo.) Razstava o Rupnikovi liniji / Utrdbe na Slovenskem  Arhivirana inačica izvorne stranice od 14. travnja 2013. (Wayback Machine)
- (slo.) Informacije in slike  Arhivirana inačica izvorne stranice od 22. svibnja 2010. (Wayback Machine)